# Kłopotowo (województwo lubuskie)
Kłopotowo (niem. Entenwerder do 1945 r.) – wieś w Polsce położona w województwie lubuskim, w powiecie gorzowskim, w gminie Witnica.
W latach 1975–1998 miejscowość administracyjnie należała do województwa gorzowskiego.
Od pocz. XIX w. nieprzerwanie do dziś we wsi jest przystań promu, który łączy tereny położone po południowej stronie wału Warty z miastem Witnica.
Wieś rozproszona. Przed wojną była tu szkoła ewangelicka, pełniąca także funkcję domu modlitewnego. Budynek dziś został zaadaptowany na mieszkalny. Na terpie w zachodniej części wsi zachowały się pozostałości cmentarza ewangelickiego.

## Zabytki
Do wojewódzkiego rejestru zabytków wpisana jest:
- stodoła w zagrodzie nr 22, z poł. XIX w.